# Drinking from the Bottle
Singles de Calvin Harris
Sweet Nothing
(2012) I Need Your Love
(2013)
Drinking from the Bottle est une chanson du disc jockey britannique Calvin Harris, sortie le 27 janvier 2013.
Le disc jockey s'associe avec le rappeur américain Tinie Tempah. Plus « hip-hop » que les précédents, le morceau séduira moins que ses prédécesseurs en étant classé dans moins de pays.

## Liste des pistes
| 1. | Drinking from the Bottle (Radio Edit) | 4:03 |

## Classement hebdomadaire
| Classement                             | Meilleure position |
| -------------------------------------- | ------------------ |
| Australie (ARIA)                       | 16                 |
| Belgique (Flandre Ultratop 50 Singles) | 34                 |
| France (SNEP)                          | 62                 |
| Nouvelle-Zélande (RMNZ)                | 34                 |
| Pays-Bas (Nederlandse Top 40)          | 83                 |
| Royaume-Uni (UK Singles Chart)         | 5                  |